# Ulica Grochowa we Wrocławiu

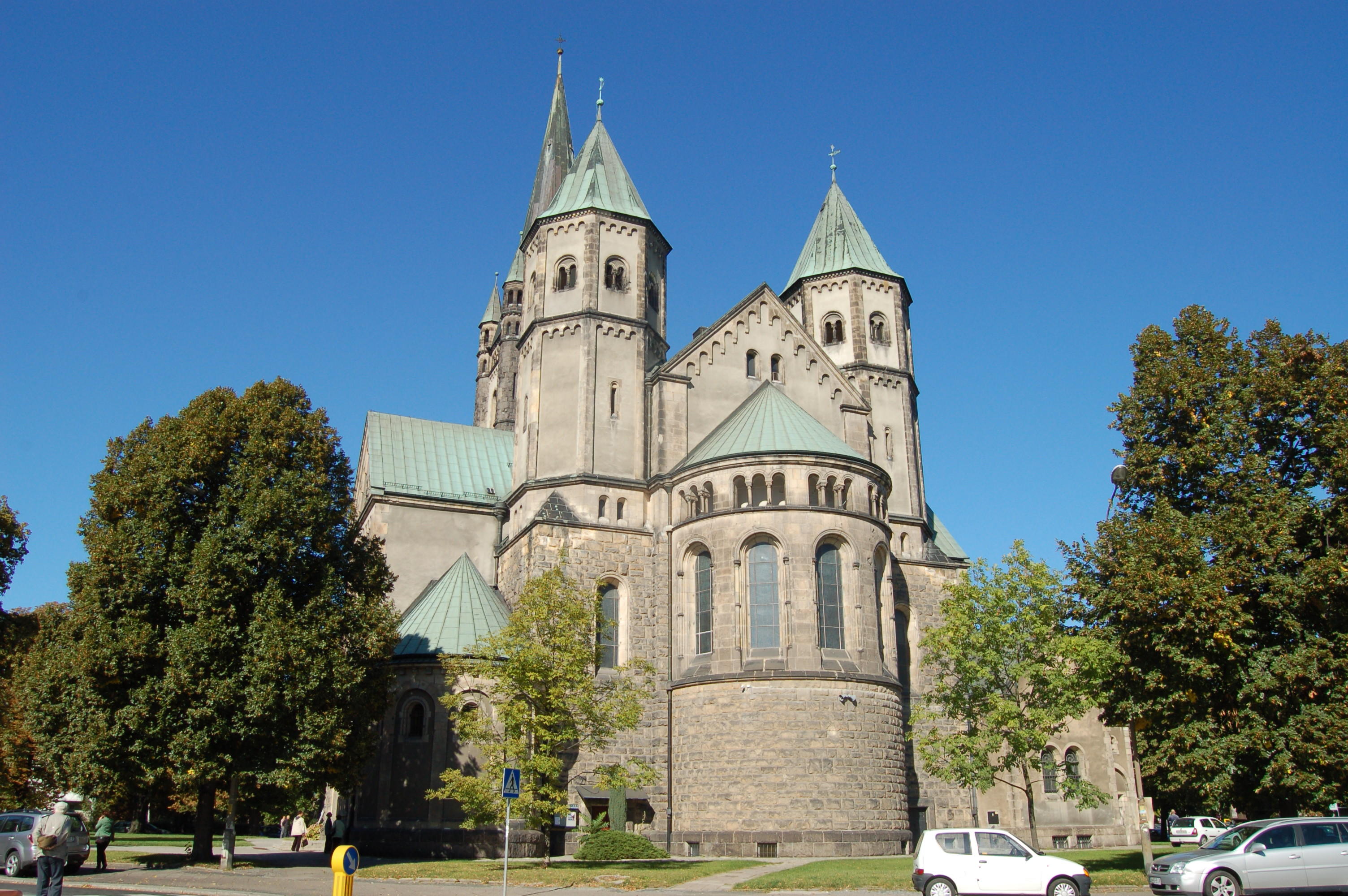
Kościół św. Karola Boromeusza

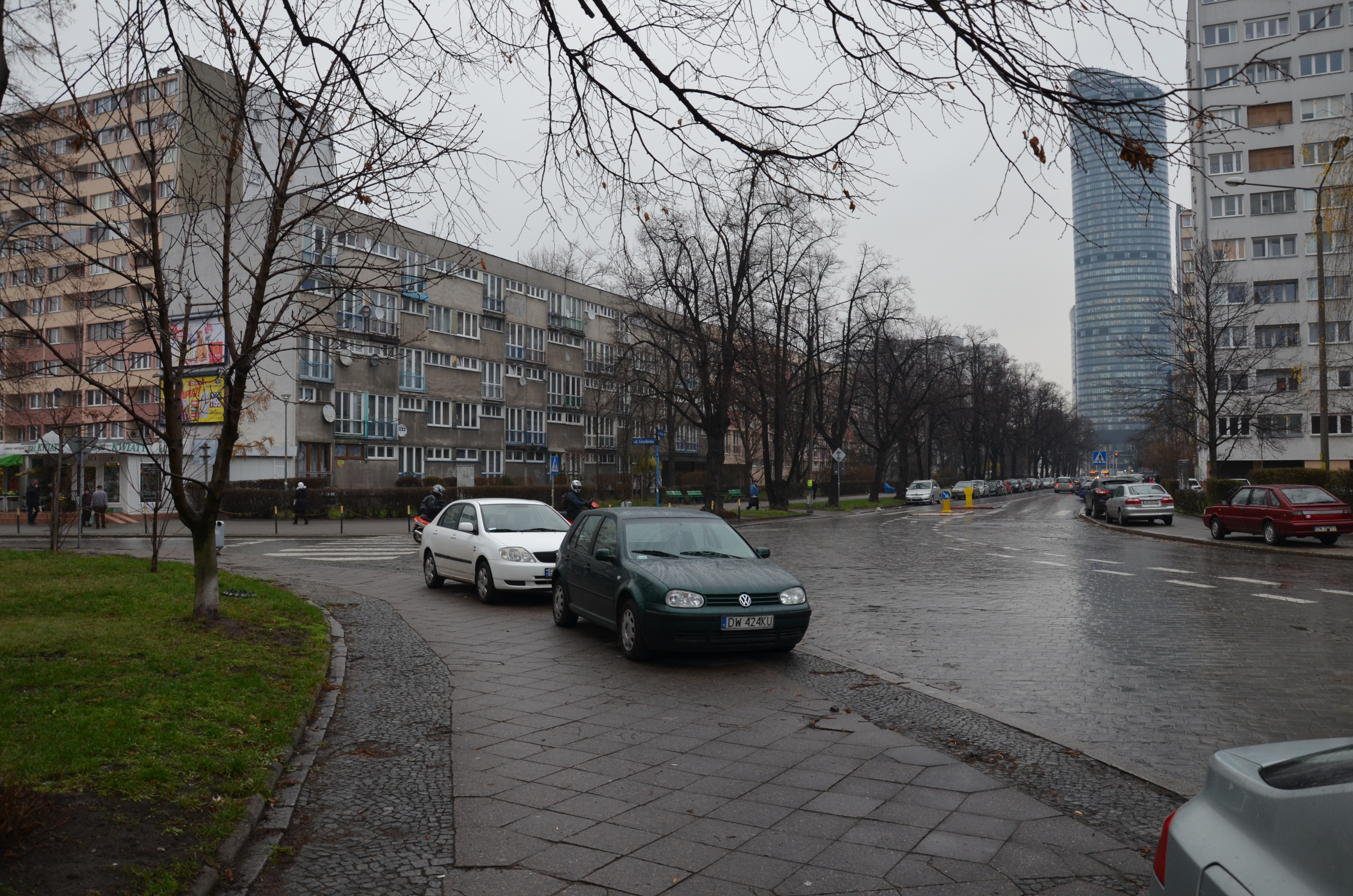
„Jamnik” przy ul. Kruczej, ul. Grochowa w lewo

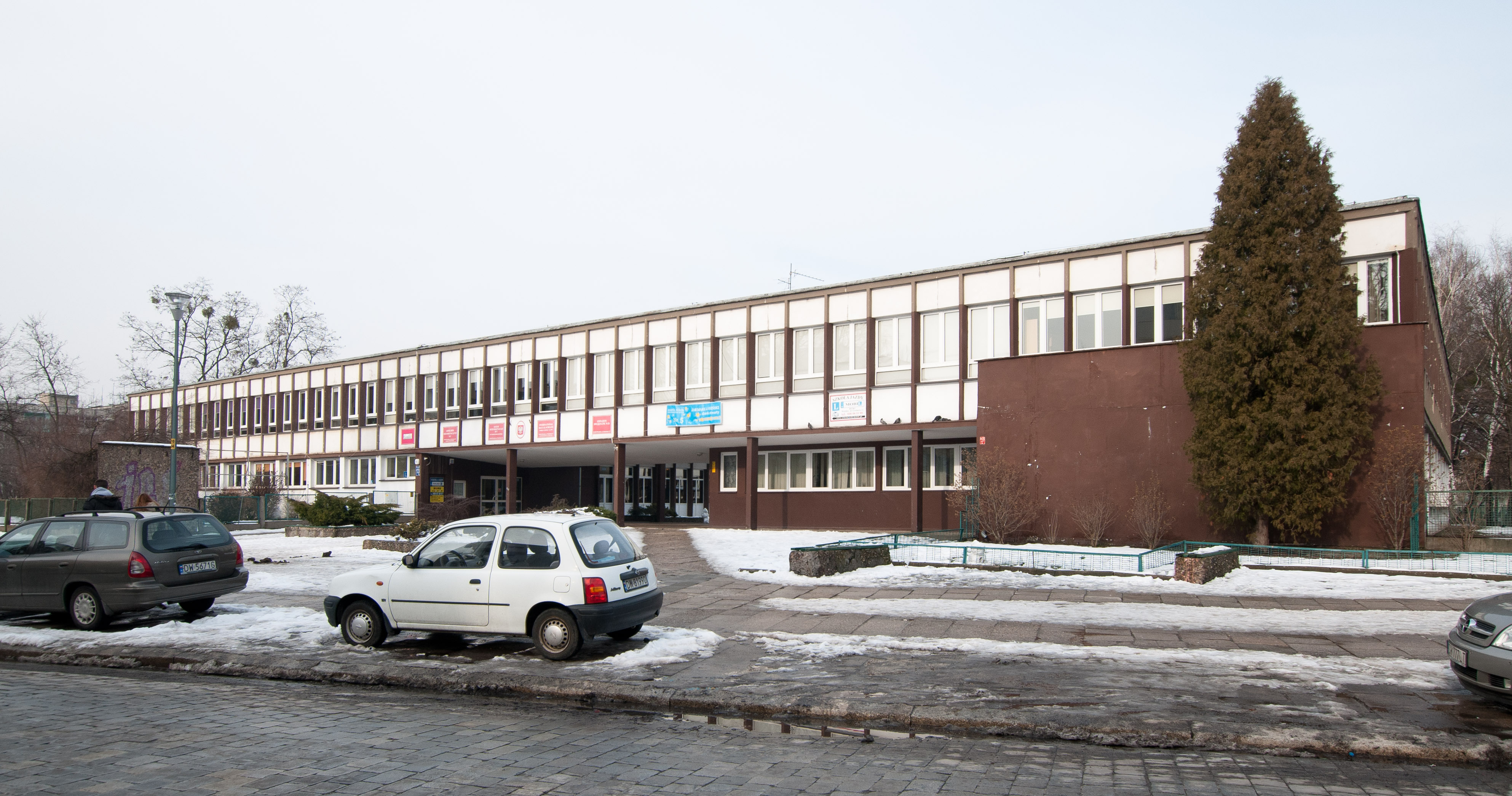
Dawny budynek V LO

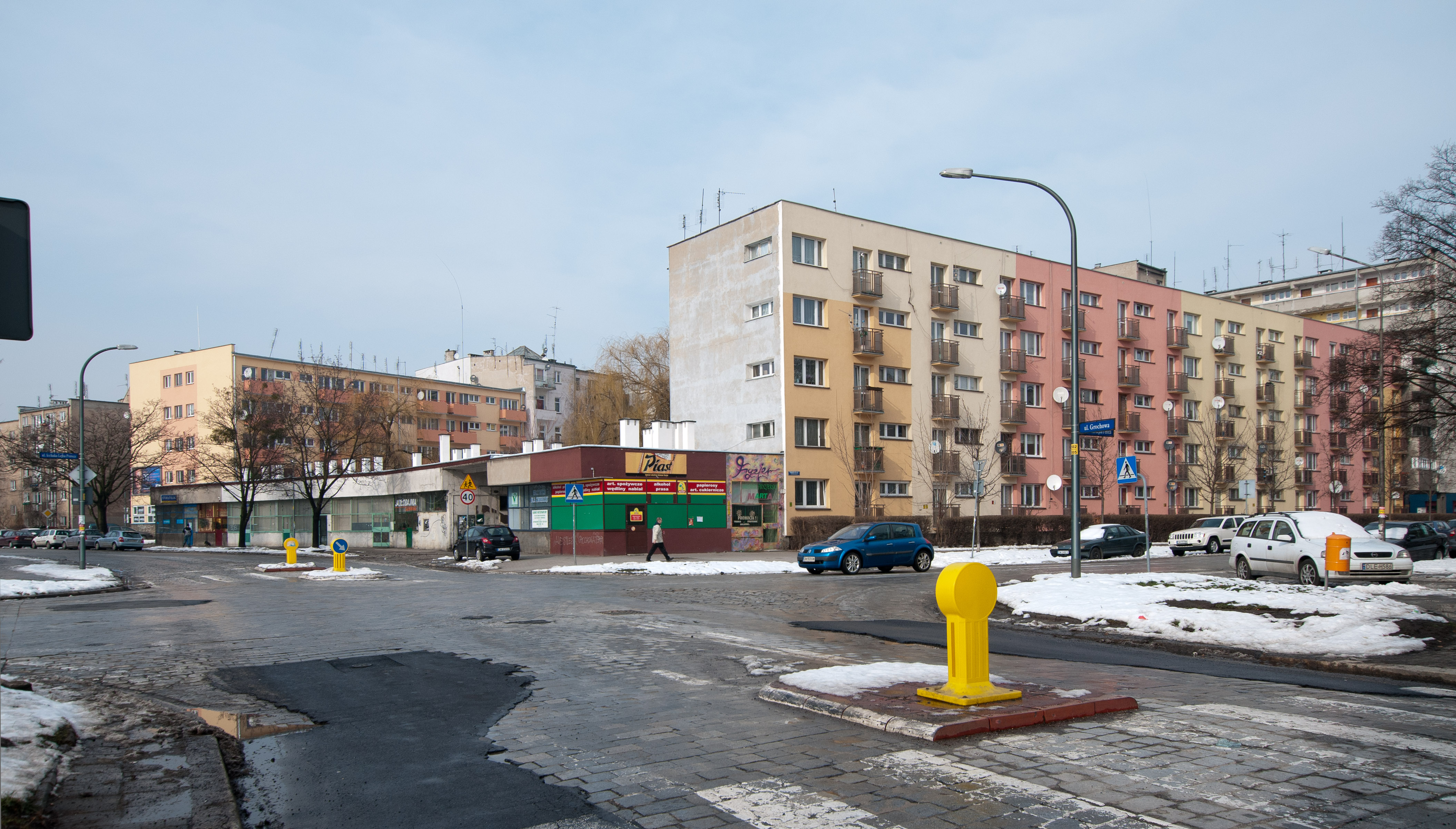
Pawilony handlowe pod nr 17 i 19-21

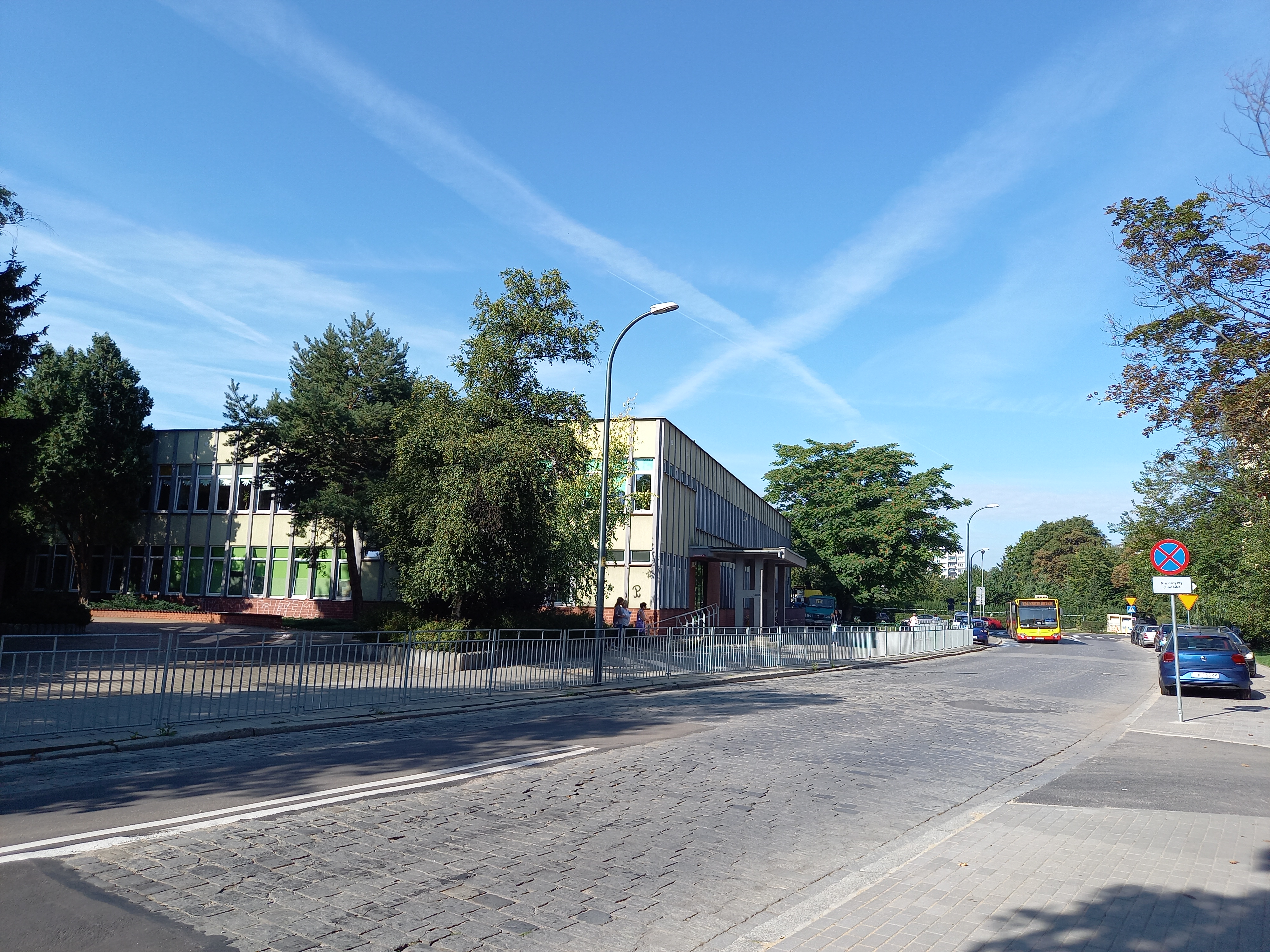
Szkoła podstawowa

Ulica Grochowa – ulica położona we Wrocławiu, łącząca ulicę Kruczą z ulicą Stalową, na osiedlu Powstańców Śląskich w dawnej dzielnicy Krzyki (odcinek od ulicy Kruczej do ulicy Gajowickiej) oraz na osiedlu Gajowice, w dawnej dzielnicy Fabryczna (odcinek od ulicy Gajowickiej do ulicy Stalowej). Ulica ma 807 m długości. W południowo-zachodniej pierzei ulicy położony jest Kościół św. Karola Boromeusza wpisany do rejestru zabytków. Ponadto część obszaru położona po północno-wschodniej stronie ulicy, ujęta w gminnej ewidencji zabytków, objęta jest ochroną w zakresie historycznego układu urbanistycznego osiedla. Przy ulicy mieści się Szkoła Podstawowa nr 43 oraz Przedszkole Integracyjne nr 93. Ponadto do 2017 r. funkcjonowało tu Liceum Ogólnokształcące nr 5.

## Historia
Ulica przebiega przez obszar dawnych Gajowic (Gabitz), który został włączony do miasta w 1868 r. W omawianym obszarze istniała już w średniowieczu droga i wieś Gajowice (Gay, Gayouice). Początkowo była to wieś wzdłuż drogi biegnącej na śladzie dzisiejszej ulicy Gajowickiej. Z Gajowic wydzielono Dworek (Höfchen) – odcinek ulicy Grochowej od ulicy Kruczej do ulicy Gajowickiej – włączony współcześnie do osiedla Powstańców Śląskich.
Ulica Grochowa, z nazwą własną, nie istniała jeszcze w 1901 r. Istniał już jednak bez nazwy początkowy jej odcinek pomiędzy ulicą Kruczą (Charlottenstrasse), która na tym odcinku wytyczona została w 1895 r., a Gajowicką (Gabitzstrasse), przy terenie, na którym później zbudowano kościół. Dalej prowadziła nienazwana droga w kierunku północno-zachodnim, na śladzie której powstała ulica Grochowa, do innej drogi na śladzie dzisiejszej ulicy Icchaka Lejba Pereca (Rehdigerstrasse). Do 1912 roku przy wytyczonej już ulicy zabudowano południowo-zachodnią pierzeję ulicy, od ulicy Gajowickiej do Jemiołowej, a dalej urządzono stajnie miejskie, oraz północno-wschodnią pierzeję od ulicy Gajowickiej do Karasiej i od Icchaka Lejba Pereca do Kłośnej (Wielandstrasse). Natomiast przed 1926 r. istniała już niemal na całej długości wraz z większością zabudowy pierzejowej, z wyjątkiem końcowego odcinka przy ulicy Stalowej (Kopischstrasse), która również w tym czasie na tym odcinku była w fazie tworzenia. Istniał już wówczas neoromański Kościół św. Karola Boromeusza z lat 1910–1912, zbudowany według projektu J. Maasa, wokół którego założono zieleniec z placem zabaw, a całość otoczono szpalerem kasztanowców. Ponadto oprócz współczesnych ulic, ulica Grochowa łączyła się z nieistniejącą dziś ulicą Karasią (Sprudelstrasse), biegnącą od ulicy Kruczej (Charlottenstrasse) do ulicy Żelaznej (Opitzstrasse). Po południowo-zachodniej stronie ulicy, na odcinku od ulicy Jemiołowej do ulicy Karasiej, położone były wspomniane wyżej stajnie miejskie (Städt Marstall), natomiast po stronie północno-wschodniej, przy odcinku od ulicy Gajowiskiej do ulicy Jemiołowej, położona była za pierwszą linią zabudowy elektrownia z podstacją energetyczną (E.W. Unterwk. I).
Teren szkoły między ulicą Jemiołową, Grochową i nieistniejącą ulicą Karasią (łącznik ulicy Żelaznej), za pierwszą linią zabudowy pierzejowej wzdłuż ulicy, również zagospodarowany był wówczas na potrzeby edukacji. Mieściło się tu Królewskie Katolickie Seminarium dla Nauczycielek. Pierwszy projekt szkoły z 1905 r. opracowany w Berlinie nie został zrealizowany. Kolejny z 1913 r. Wilhelm Palaschewskiego zakładał budowę masywnej bryły budynku z salą gimnastyczną, zapleczem gospodarczym, internatem i mieszkaniami dla nauczycieli. Na terenie szkoły powstał także bogaty program ogrodu. Urządzono teren zieleni o geometrycznej, osiowej kompozycji, z trójkątnym przedogrodem przed wejściem głównym, cztery boczne kwatery od strony ulicy Grochowej z przylegającymi po południowo-wschodniej stronie kortami tenisowymi, a po północno-wschodniej stronie przewidziano ozdoby warzywny ogród dyrektora szkoły. Dziedziniec z trzech stron otaczały szpalery drzew. Obiekt jest niezachowany. Ponadto w dziedzińcu naprzeciwko opisanej szkoły urządzono zieleniec, wewnątrz kwartału zabudowy pomiędzy Grochową a placem Icchaka Lejba Pereca (Rehdigerplatz), którego układ przestrzenny pozostaje czytelny do dziś (zobacz dalej: „Zieleń międzyblokowa przy ul. Pereca i ul. Grochowej”).
Zabudowa Gajowic w dużej części uległa, w wyniku działań wojennych, zniszczeniom powstałym podczas oblężenia Wrocławia w 1945 r. Zniszczony podczas wojny obszar Gajowic od lat 60. XX wieku stał się miejscem największej inwestycji mieszkaniowej w powojennej historii miasta pod nazwą osiedla mieszkaniowego „Gajowice”. W latach 60. i 70. XX wieku nastąpiła odbudowa osiedla Gajowice według projektu Igora Tawryczewskiego. Prace nad projektem rozpoczęto w 1959 r., a z wyżej wymienionym współpracowali: Edmund Frąckiewicz, Jadwiga Grabowska-Hawrylak, Maria Kiełczewska, Witold Maciejewski, Zygmunt Pawłowicz, Maria Tawryczewska. Powstała wówczas większość zabudowy przy ulicy Grochowej, w tym bloki osiedla „Celina” z lat 1964–1974 po południowo-wschodniej stronie ulicy Gajowickiej (dziś osiedle Powstańców Śląskich). Tu także powstał w tym czasie wzdłuż ulicy Kruczej numery od 1 do 31 nieparzyste, ze ścianą szczytową przy początku ulicy Grochowej, czteropiętrowy budynek mieszkalny długości 140 m, projektu Leszka Tumanowicza, zwany „jamnikiem”. W ramach budowy osiedla powstały także pawilony handlowe. W części osiedla Gajowice, przez którą przebiega ulica Grochowa, wraz z zabudową w latach 60. i 70. XX wieku dokonano nasadzeń zieleni zachowanej do dziś.
W rejonie ulicy Stalowej, Grochowej i Icchaka Lejba Pereca zbudowano w 1964 r. zespół szkół (dwie bliźniacze szkoły podstawowe) o lekkiej i nowoczesnej architekturze. Jedna z nich została uruchomiona w 1964 r. a druga w 1965 r. Budynki szkoły powstały z prefabrykatów na podstawie projektu Jadwigi Grabowskiej-Hawrylak. Określano je jako „szklane domy”, z powodu ciemnozielonej, szklanej elewacji i szyb okiennych, z białymi słupkami między poszczególnymi pionowymi pasami. Budynki w rzucie poziomym mają kształt podkowy, połączone są dużą salą gimnastyczną, z możliwością podziału za pomocą specjalnej zasłony, oraz pawilonowy układ klas ze skrzydłami dla młodszych i starszych dzieci. Za ten obiekt nadana została nagroda Ministra Budownictwa. Jeden z czołowych polskich architektów Jerzy Hryniewiecki określił wówczas tę szkołę jako „szkoła urocza”, a inni jako „perła Gajowic”. W 2021 r. cała ta zabudowa przeznaczona była dla jednej szkoły podstawowej – nr 43. Z kolei w 1966 roku przeniesiono do nowego budynku przy ulicy Grochowej 13 V Liceum Ogólnokształcące (z budynku przy ulicy Kruczej 49). Budynek szkoły zaprojektowała również architekt Jadwiga Grabowska-Hawrylak, przy współpracy następujących twórców: Edmund Frąckiewicz, Maria Tawryczewska, Igor Tawryczewski, Maria Kiełczewska, Witold Maciejewski. Uroczyste otwarcie miało miejsce 22 września 1966 r. Dnia 12 października 1978 roku, w 30. rocznicę powstania szkoły, nastąpiło uroczyste odsłonięcie pomnika jej patrona, generała Jakuba Jasińskiego. We wrześniu 2017 roku szkołę przeniesiono do nowego budynku zbudowanego w innej części miasta . W tym samym roku (1966 r.) w nowym budynku pod numerem 15 uruchomiono przedszkole.
W 1968 roku, w lokalizacji wyżej wspomnianej dawnej elektrowni (pod współczesnym adresem ul. Gajowicka 95) utworzono Międzynarodowe Laboratorium Silnych Pól Magnetycznych i Niskich Temperatur, w 2017 r. zlikwidowane i włączone w struktury Instytutu Niskich Temperatur i Badań Strukturalnych im. Włodzimierza Trzebiatowskiego Polskiej Akademii Nauk  .
W 2020 r. Gmina Wrocław sprzedała pawilony handlowe przy ulicy Grochowej 17 i 19-21. W wyniku przetargu wyłoniono nabywcę obiektu za kwotę 3 milionów 550 tysięcy zł. Transakcja obejmowała teren o powierzchni 1 048 m² z zabudową o powierzchni 547 m². Przewiduje się budowę czteropiętrowego (lub wyższego do 25 m) budynku mieszkalnego z lokalami handlowo-usługowymi na parterze i w podwórzu ogólnodostępny teren rekreacyjny na działce gminnej o powierzchni co najmniej 1 000 m²  , z dostępem przez przejazd bramowy od strony ulicy Grochowej. Sam pawilon był w złym stanie technicznym. Mieściła się tu między innymi jadłodajnia „Grochowianka” .
W tym samym 2020 roku przeprowadzono cząstkowy remont nawierzchni ulicy na odcinku od ulicy Gajowickiej do ulicy Icchaka Lejba Pereca. Całość inwestycji kosztowała 102 833,85 zł.

## Nazwy
W swojej historii ulica nosiła następujące nazwy:
- Herderstrasse, do 15.05.1946 r.[9][39]
- Grochowa, od 15.05.1946 r.[39][40]

Nazwa niemiecka ulicy Herderstrasse upamiętniała Johanna Gottfrieda von Herdera, urodzonego 25.08.1744 r. w Morągu, zmarłego 18.07.1803 r. w Weimarze, pisarza, filozofa, przyjaciela Johanna Wolfganga von Goethego. Współczesna nazwa ulicy – ulica Grochowa – została nadana przez Zarząd Wrocławia i ogłoszona w okólniku nr 33 z 15.05.1946 r.

## Układ drogowy
Ulica łączy się z następującymi drogami publicznymi, kołowymi:
| Powiązanie   | kierunek | Droga                                                                                   | Fotografia | Opis                          |
| ------------ | -------- | --------------------------------------------------------------------------------------- | ---------- | ----------------------------- |
| skrzyżowanie | ← →      | ulica Krucza                                                                            |            | w lewo (dół) i w górę         |
| skrzyżowanie | ← →      | ulica Gajowicka                                                                         |            | na wprost obok kościoła       |
| skrzyżowanie | ← →      | ulica Jemiołowa klasy lokalnej                                                          |            | w lewo (dół) i w prawo (góra) |
| skrzyżowanie | →        | ulica Kwaśna                                                                            |            |                               |
| skrzyżowanie | ←        | łącznik ulicy Żelaznej ciąg pieszy lub pieszo-rowerowy na śladzie dawnej ulicy Karasiej |            |                               |
| skrzyżowanie | ← →      | ulica Icchaka Lejba Pereca klasy lokalnej                                               |            | w lewo i w prawo              |
| skrzyżowanie | ←        | ulica Kłośna klasy dojazdowej                                                           |            | w lewo (dół)                  |
| skrzyżowanie | ← →      | ulica Stalowa                                                                           |            | w lewo i w prawo              |

## Droga
Do ulicy Grochowej przypisana jest droga gminna (numer drogi 105476D, numer ewidencyjny drogi G1054760264011), która obejmuje ulicę o długości 807 m, łącząca ulicę Kruczą z ulicą Stalową, klasy lokalnej. Przy numerze 24 pas drogowy w liniach rozgraniczających ma 19,5 m, a przy numerach 19-21 ma 19,0 m. Nawierzchnia ulicy wykonana jest jako brukowana z kamiennej kostki granitowej. Ulica przebiega przez teren położony na wysokości bezwzględnej od 119,6 do 120,5 m n.p.m.. Ulica położona jest na działkach ewidencyjnych o łącznej powierzchni 14 027 m² (14 023 m²), wg poniższego zestawienia:
| numer                                 | powierzchnia          | odcinek                                  | foto                  |                       |
| ------------------------------------- | --------------------- | ---------------------------------------- | --------------------- | --------------------- |
| obręb Południe AM-22 działka nr 57    | 1 710 m² (1 712 m²)   | od ulicy Kruczej do ulicy Gajowickiej    |                       |                       |
| obręb Grabiszyn AM-16 działka nr 22   | 3 015m2 (3 016 m²)    | od ulicy Gajowickiej do ulicy Jemiołowej |                       |                       |
| obręb Grabiszyn AM-16 działka nr 12   | 3 137 m²              | od ulicy Jemiołowej do ulicy Kwaśniej    |                       |                       |
| obręb Grabiszyn AM-14 działka nr 24   | 2 404m2               | od ulicy Kwaśniej do ulicy Pereca        |                       |                       |
| obręb Grabiszyn AM-14 działka nr 14/2 | 3 761 m² (3 754 m²)   | od ulicy Pereca do ulicy Stalowej        |                       |                       |
| razem powierzchnia                    | 14 027 m² (14 023 m²) | 14 027 m² (14 023 m²)                    | 14 027 m² (14 023 m²) | 14 027 m² (14 023 m²) |

## Znaczenie, powiązania, komunikacja

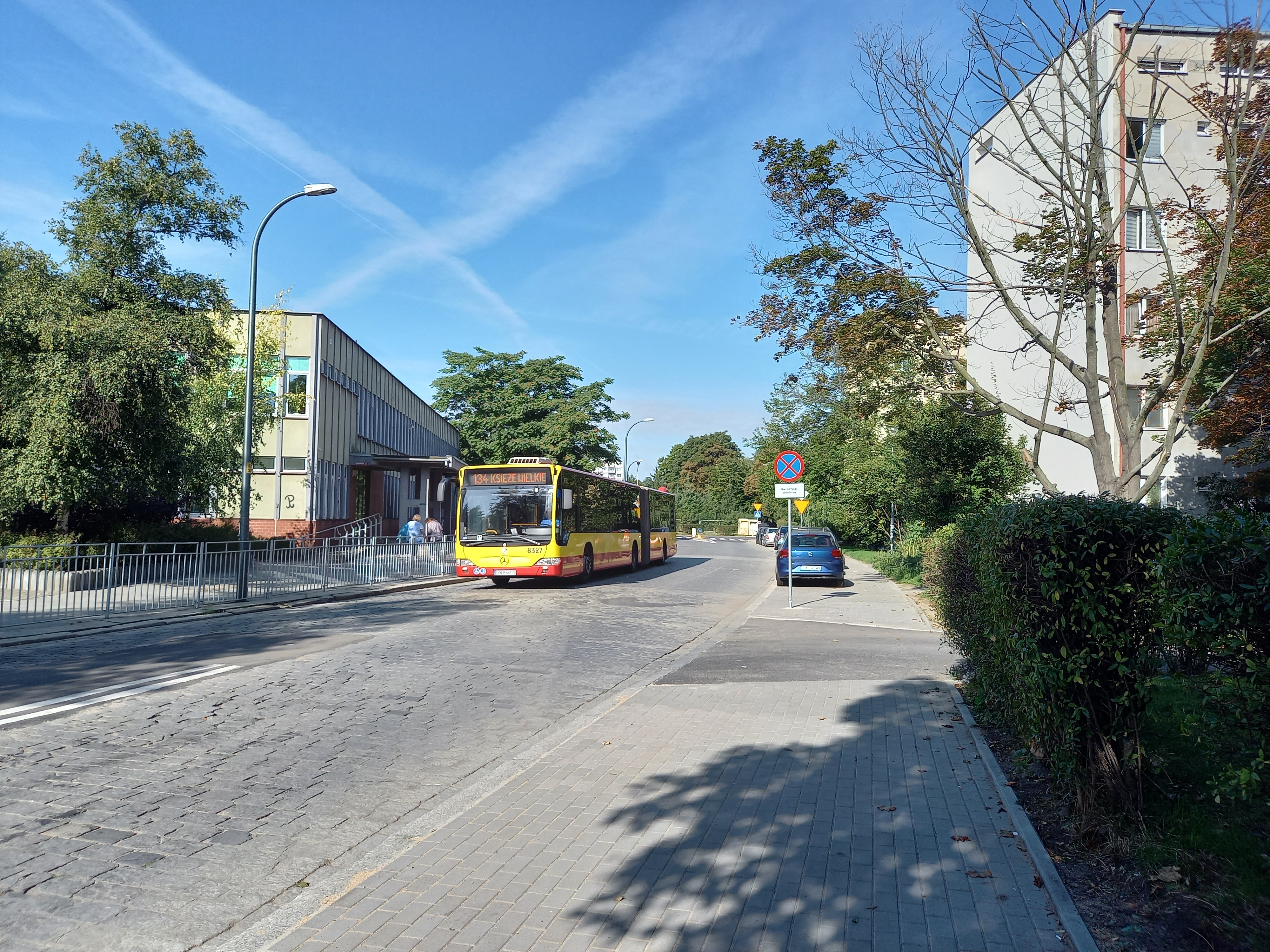
Autobus na ul. Grochowej

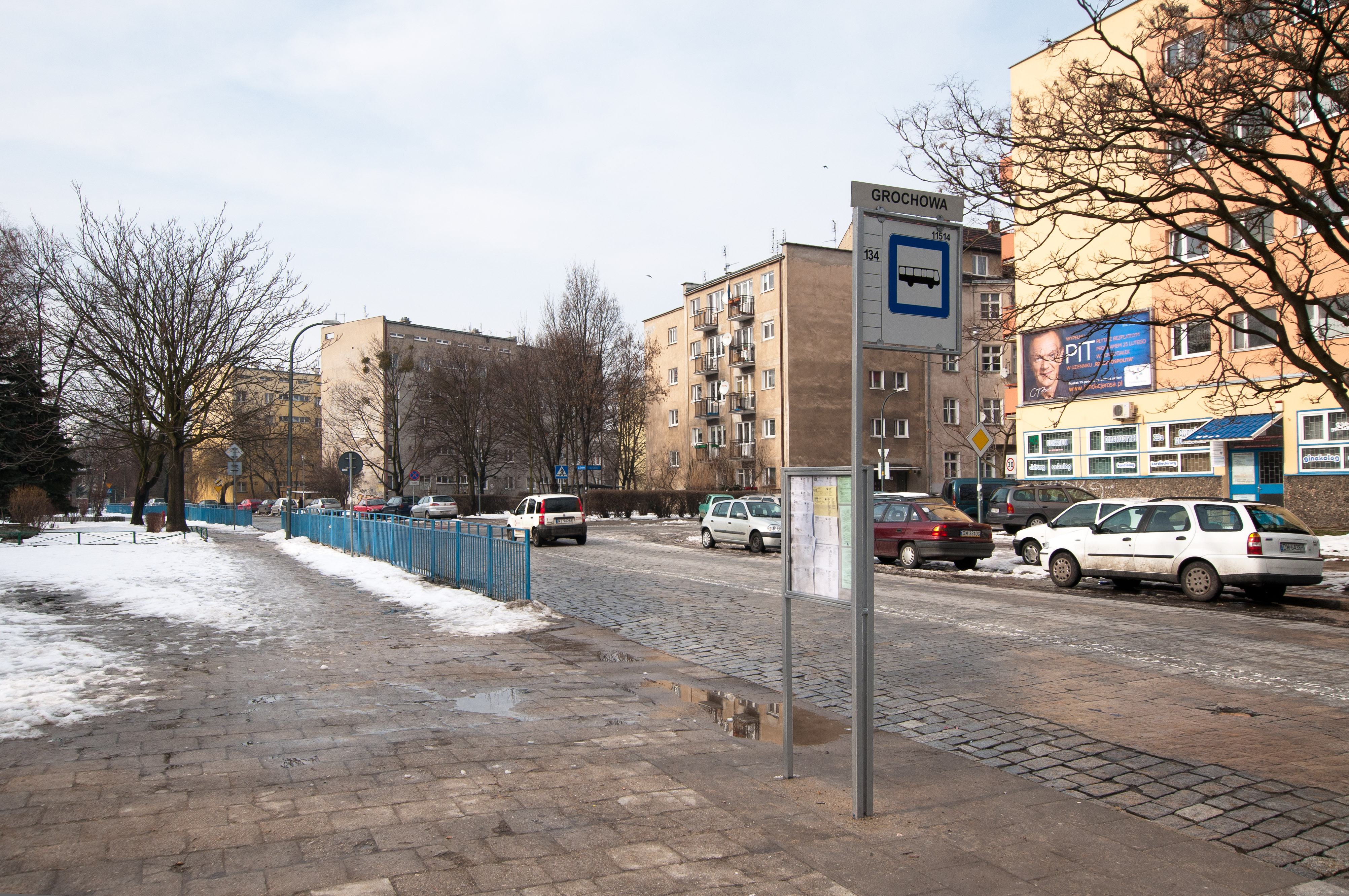
Przystanek „Grochowa”

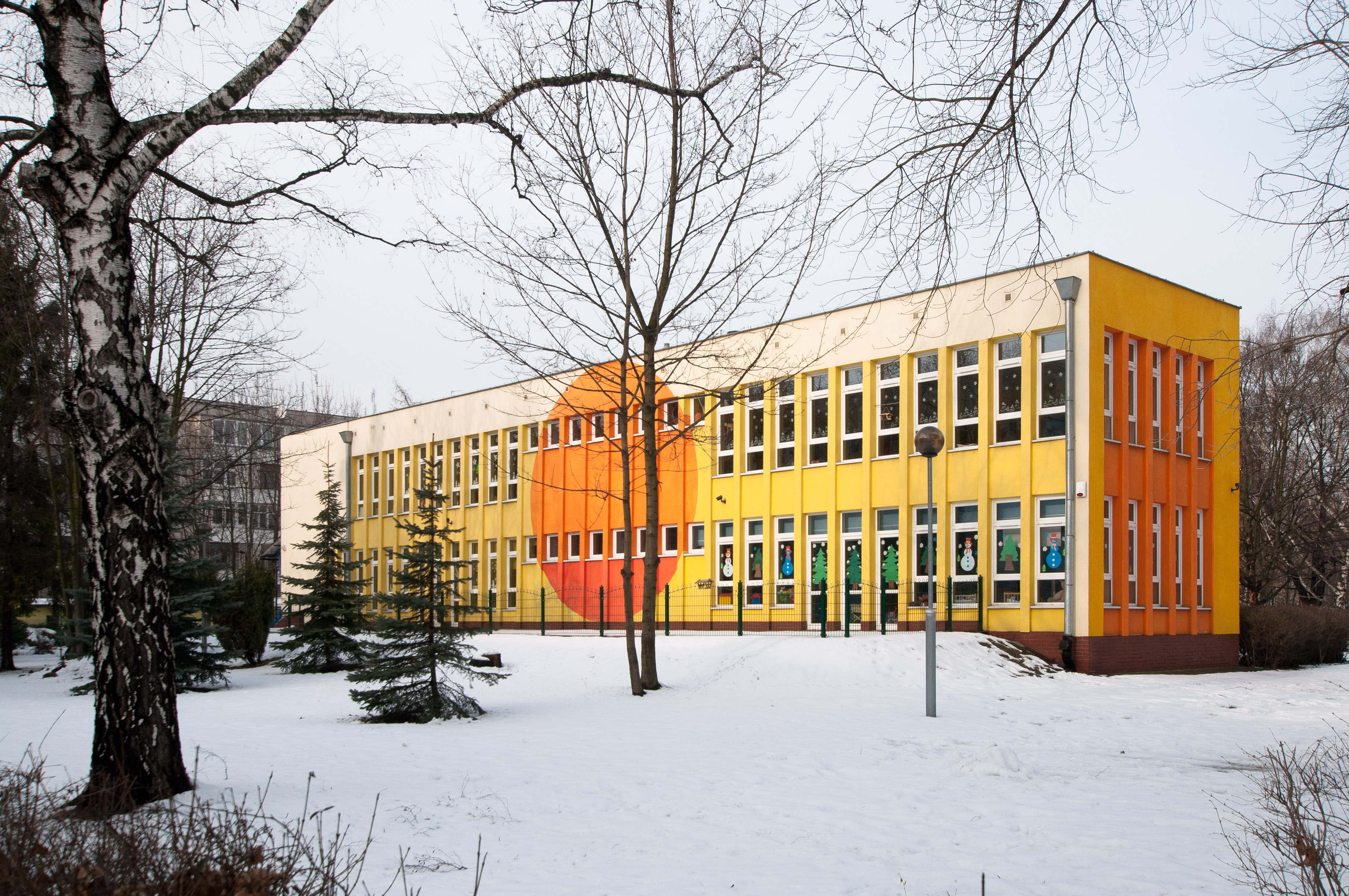
Przedszkole

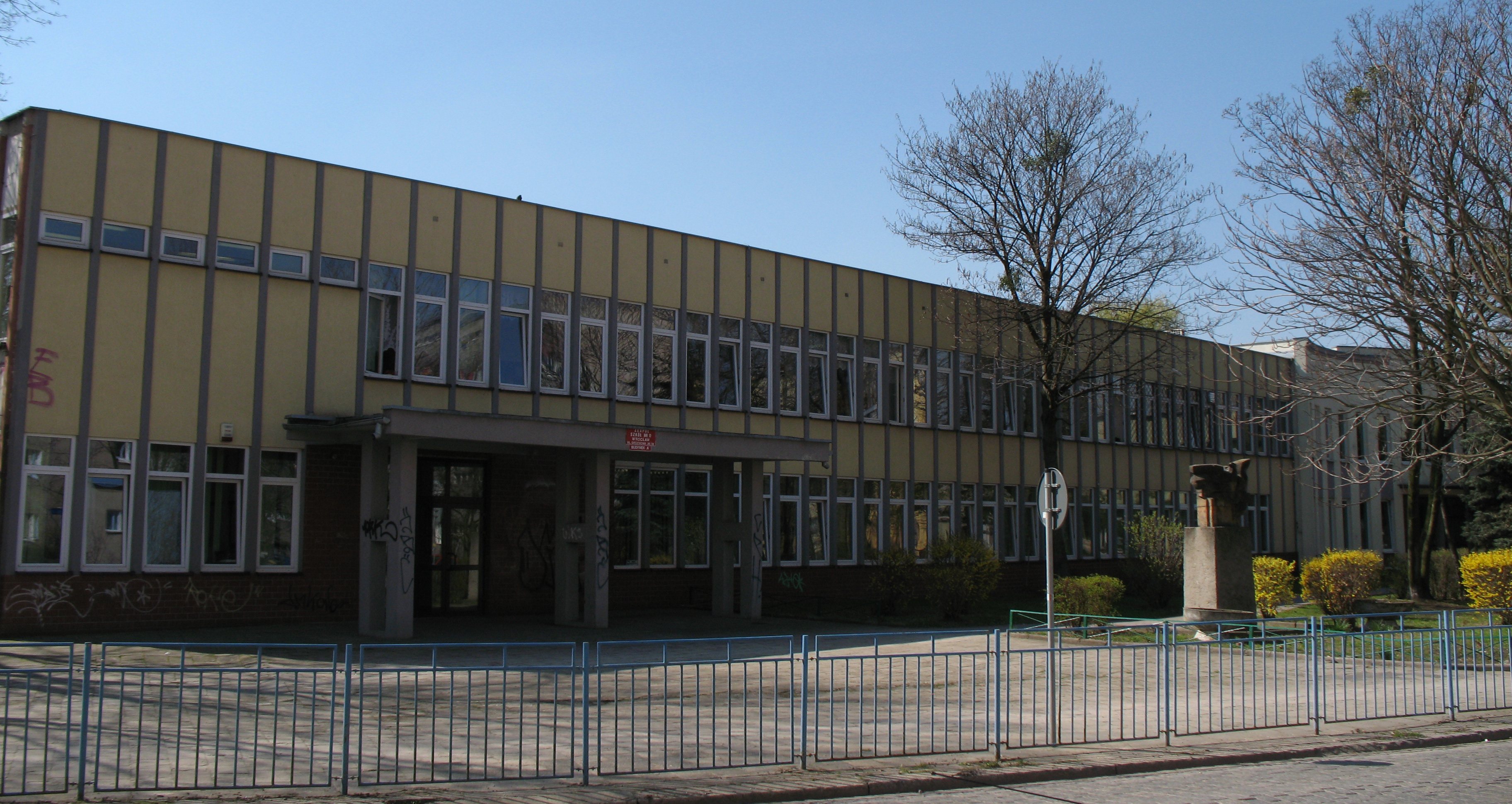
Szkoła podstawowa

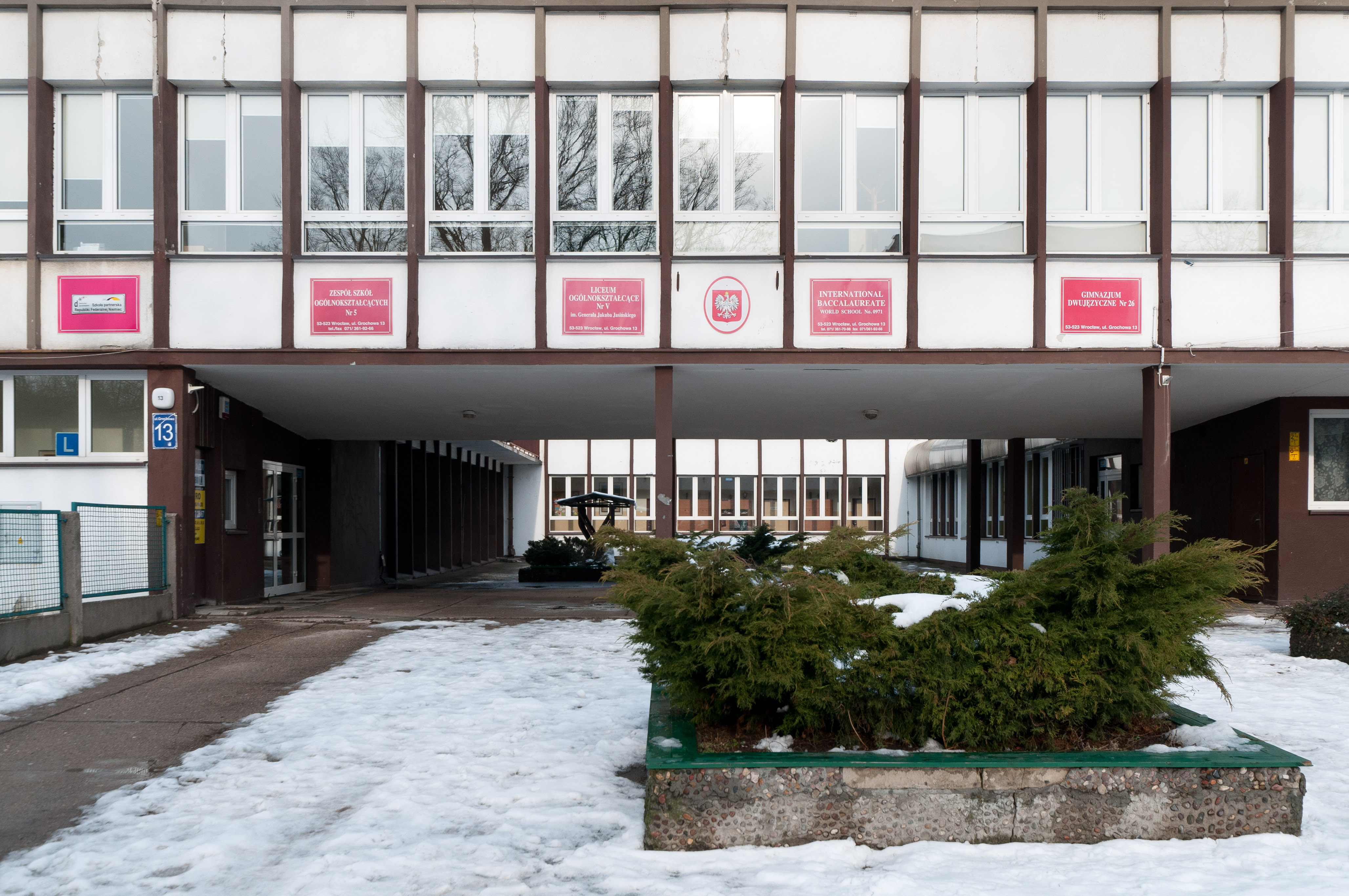
Dawny budynek V LO

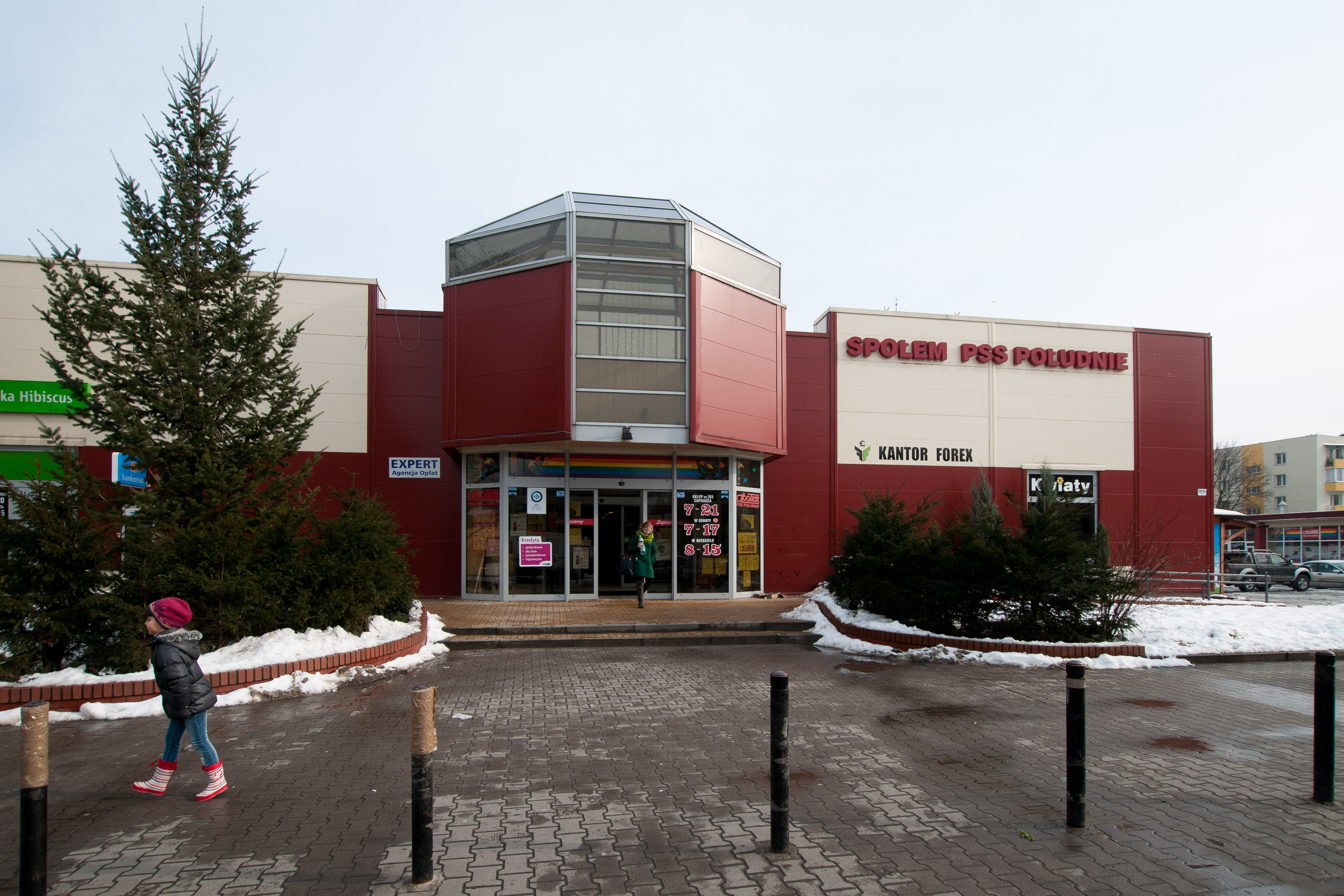
Supersam PSS Społem

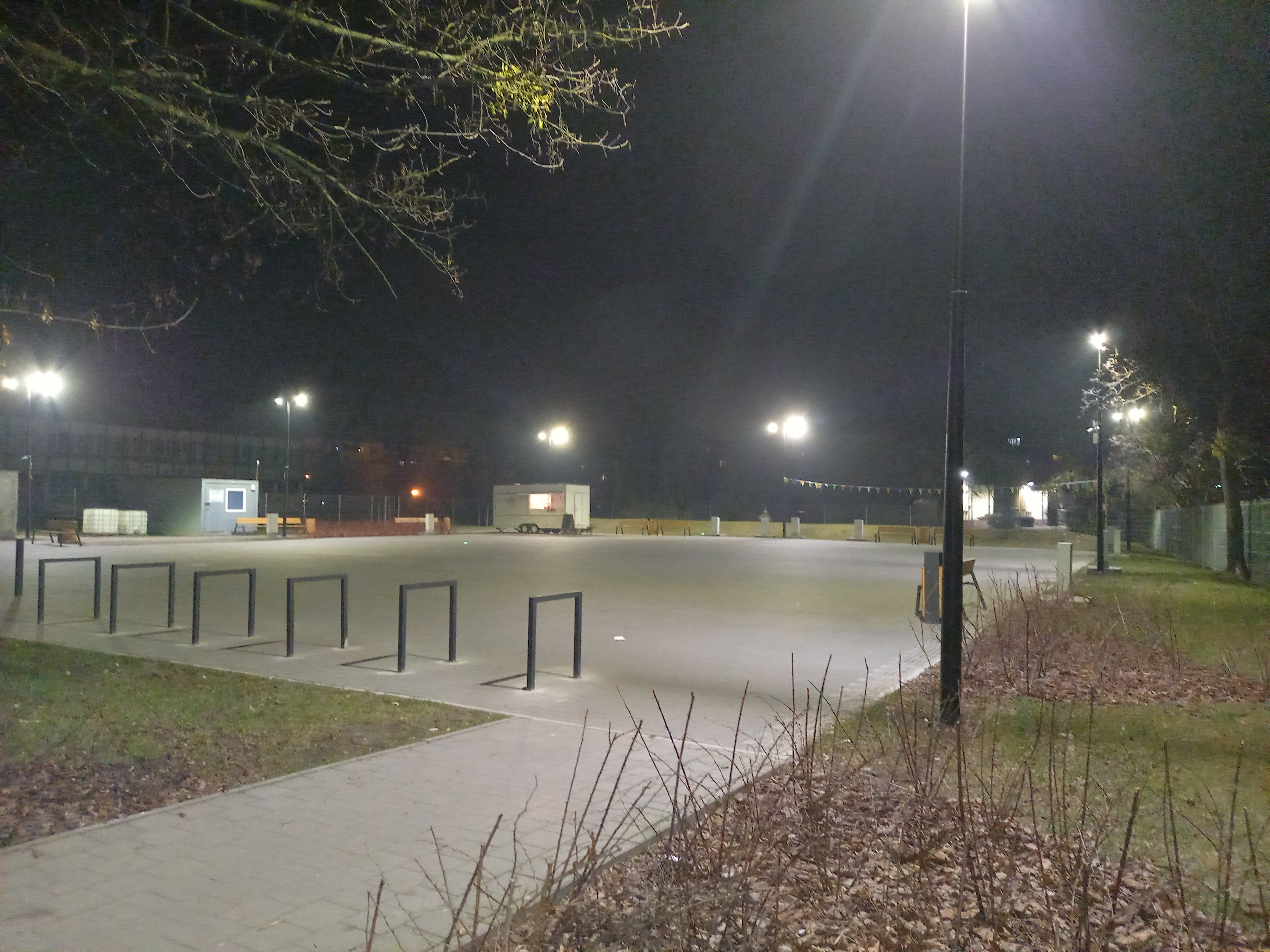
Ryneczek Jemiołowa

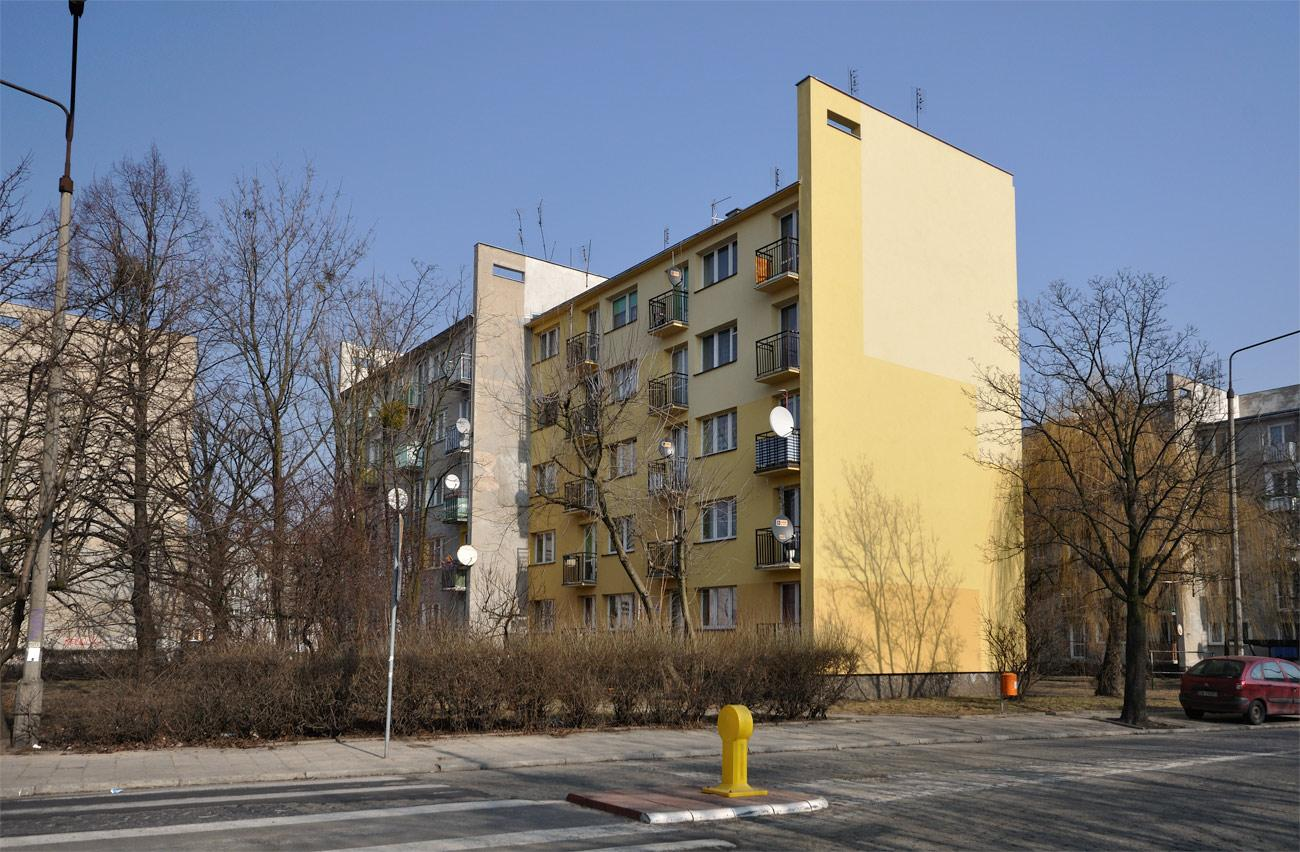
Ul. Grochowa 29-31

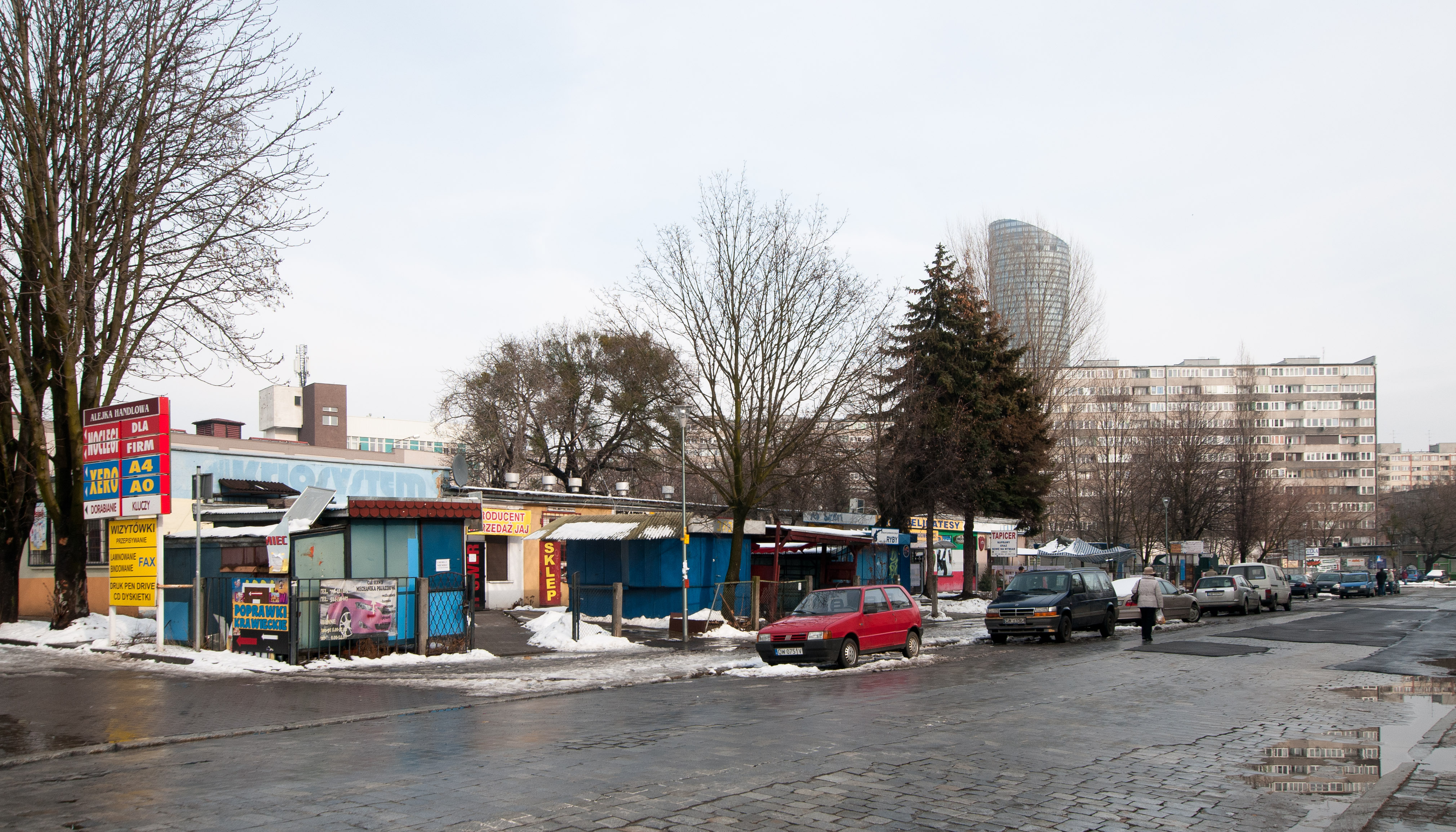
Pawilony handlowe, w tle po prawej zabudowa osiedla „Celina”

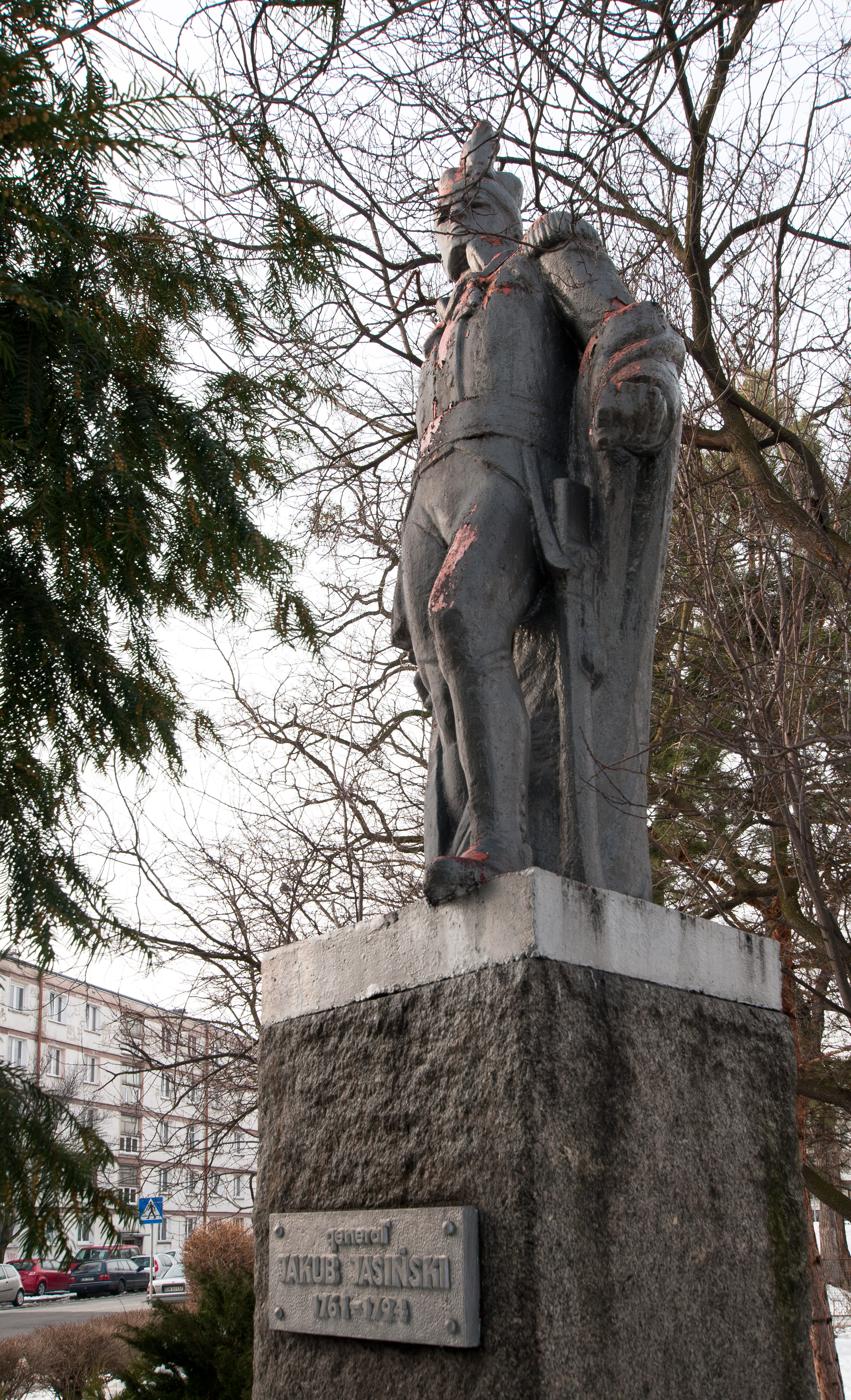
Pomnik gen. J. Jasińskiego

Ulica Grochowa określana jest jako istotna dla spójności przestrzeni publicznej osiedla oraz na odcinku od ulicy Kruczej do ulicy Jemiołowej, jako lokalna przestrzeń publiczna (wraz ulicą Gajowicką i Kruczą). Powiązana jest z wyżej opisanymi ulicami i ciągami komunikacyjnymi z których ulice: Krucza, Gajowicka, Icchaka Lejba Pereca oraz Stalowa, stanowią szkielet przestrzeni publicznej osiedla, przy czym ulica Gajowiska jest ulicą zbiorczą, przewidzianą ponadto jako główna rowerostrada oraz główny korytarz tramwajowy, natomiast dla ulicy Kruczej przewiduje się dodatkową funkcję zbiorczej trasy rowerowej. Z kolei ulica Jemiołowa i ulica Kwaśna, podobnie jak ulica Grochowa, są istotne dla spójności przestrzeni publicznej osiedla. Od skrzyżowania ulicy Grochowej z ulicą Jemiołową, wzdłuż niej do skrzyżowania z ulicą Żelazną, znajduje się lokalne centrum usług, dostępności transportowej i spotkań. Należy także wspomnieć, iż ulicą Gajowicką (wcześniej ulica Adama Próchnika) przebiegały w różnych okresach droga krajowa (DK5) i międzynarodowa (E83)    .
Ulicą Grochową, w ramach komunikacji miejskiej, wyznaczone są linie dla połączeń autobusowych. Kursujące tu autobusy miejskie zatrzymują się na dwóch przystankach o nazwach: „Grochowa” i „Krucza”, przy czym ta druga nazwa dotyczy zespołu przystanków autobusowych położonych w tym rejonie, zarówno przy ulicy Grochowej, jak i przy ulicach: Gajowickiej i Kruczej . Ulica wskazana jest dla ruchu rowerowego. Przy skrzyżowaniu z ulicą Jemiołową usytuowana jest stacja roweru miejskiego. Powiązane ulice: Jemiołowa, Kwaśna, Icchaka Lejba Pereca i Kłośna, objęte są strefą ograniczenia prędkości do 30 km/h.

## Zabudowa i zagospodarowanie
Ulica położona jest we Wrocławiu na osiedlu Powstańców Śląskich w dawnej dzielnicy Krzyki (odcinek od ulicy Kruczej do ulicy Gajowickiej) oraz na osiedlu Gajowice, w dawnej dzielnicy Fabryczna (odcinek od ulicy Gajowickiej do ulicy Stalowej). Ulica Grochowa przebiega przez zróżnicowany obszar zabudowy. W niewielkim stopniu po stronie północno-wschodniej jest to obszar zabudowy śródmiejskiej (podlegający ochronie i wpisany do gminnej ewidencji zabytków w zakresie układu urbanistycznego), a po południowo-zachodniej stronie obszar osiedli kameralnych. W pozostałym dominującym zakresie jest tu zabudowa wielkich osiedli blokowych. Pod względem funkcjonalnym obszary te klasyfikuje się jako mieszkaniowo-usługowe, a całość zabudowy określana jako intensywna.
Zabudowa przy ulicy obejmuje budynki mieszkalne wielorodzinne o pięciu kondygnacjach nadziemnych wybudowanych w latach 60. i 70 XX wieku w ramach osiedla Gajowice, budynki oświaty (wykazane dalej), obiekty lokalnego handlu i usług oraz obiekt kultu religijnego – kościół, zlokalizowany w początkowym biegu ulicy. Stanowi on ominantę architektoniczną dla tego obszaru jako charakterystyczny obiekt ułatwiający rozpoznawalność miejsca i orientację w przestrzeni. Przed nieruchomością przy ulicy Grochowej 13, w którym mieściło się niegdyś liceum ogólnokształcące znajduje się pomnik generała Jakuba Jasińskiego, patrona szkoły która miała siedzibę do 2017 r. pod tym adresem. Po północno-wschodniej stronie ulicy przy skrzyżowaniu z ulicą Jemiołową znajduje się supersam prowadzony przez PSS Społem, pod adresem ulica Jemiołowa 50-54, a po przeciwnej stronie ulicy znajduje się pawilon handlowy tej sieci o adresie ulica Grochowa 8.

## Osiedle kompletne
Ulica Grochowa na całej swej długości przebiega przez obszar tzw. osiedla kompletnego – Śródmieście Południowe – wskazanego przez urbanistów. W ramach standardów określonych w tym projekcie wyznaczono kierunki rozwoju tego obszaru, także na podstawie konsultacji społecznych, a ich realizacja oparta jest na Wytycznych przestrzennych na rzecz osiedli kompletnych . Dla obszarów i elementów zagospodarowania związanych z ulicą Grochową skazano między innymi na takie elementy jak lokalne centrum przy skrzyżowaniu z ulicą Jemiołową, w tym kreowanie rozpoznawalności miejsca, oferowania usług podstawowych, określonego standardu tych usług, miejsca spotkań, dostępności transportowej, czy przestrzeni dla gastronomii (obecnie funkcjonuje tu supersam PSS Społem oraz pawilon handlowo-usługowy Społem), wraz ze strefą standardu usług po północno-wschodniej stronie ulicy od wspomnianej ulicy Jemiołowej do ulicy Kruczej. W ramach tej strefy, przy skrzyżowaniu z ulicą Gajowicką funkcjonuje miejsce z obiektami kultury, sztuki, integracji, zgromadzeń wyznaniowych, działań lokalnych, wydarzeń okolicznościowych. Po przeciwnej stronie ulicy położony jest zabytkowy Kościół pw. św. Karola Boromeusza, będący charakterystycznym budynkiem o szczególnym znaczeniu dla urbanistyki, pielęgnacji lokalnego dziedzictwa oraz podnoszący rozpoznawalność miejsca i orientacji w przestrzeni.

## Obiekty oświaty
Przy ulicy Grochowej znajdują się następujące obiekty oświaty:
- Liceum Ogólnokształcące nr 5 przy ulicy Grochowej 13[107][108] – obiekt wyłączony z eksploatacji, a szkołę przeniesiono od 2017 roku do nowego budynku przy ulicy Jacka Kuronia 14[29][109]
- Przedszkole Integracyjne nr 93 im. Jana Brzechwy przy ulicy Grochowej 15[110][111][112]
- Szkoła Podstawowa nr 43 z Oddziałami Integracyjnymi Jana Kaczmarka przy ulicy Grochowej 36-38[27][113][114].

Budynek po liceum przy ulicy Grochowej 13 ma dwie kondygnacje nadziemne, powierzchnię zabudowy wynoszącą 2 039 m² i położony jest na terenie o powierzchni 1,1629 ha (11 628 m²). Część tego obszaru, w miejscu dawnego boiska, w 2019 roku zagospodarowano na potrzeby utworzenia w ramach lokalnego centrum Ryneczku Jemiołowa, stanowiącego miejsce handlu, spotkań, rekreacji i wypoczynku  . Przedszkole przy ulicy Grochowej 15 z kolei mieści się w dwukondygnacyjnym budynku o powierzchni zabudowy 414 m² położonym na terenie o powierzchni 0,4654 ha (4 644 m²). Natomiast szkoła podstawowa przy ulicy Grochowej 36-38 mieści się w zespole budynków o dwóch lub jednej kondygnacji, łącznej powierzchni zabudowy wynoszącej 4 061 m², położonych na działce gruntu o powierzchni 1,7800 ha (17 786 m²).

## Punkty adresowe i budynki
Punkty adresowe przy ulicy Grochowej (wg stanu na 2021 r.):
- strona północno-wschodnia – numery nieparzyste:
  - ulica Grochowa 13[126]: budynki oświaty nauki i kultury oraz sportowe (2 kondygnacje)[115]
  - ulica Grochowa 15[127]: budynki oświaty nauki i kultury oraz sportowe (2 kondygnacje)[120], Przedszkole Integracyjne nr 93[128]
  - ulica Grochowa 15a[129]: budynki przemysłowe (1 kondygnacja, powierzchnia zabudowy 31 m²)[130]
  - ulica Grochowa 17[131]: pozostałe budynki niemieszkalne (1 kondygnacja, powierzchnia zabudowy 92 m²)[132]
  - ulica Grochowa 19-21[133]: pozostałe budynki niemieszkalne (1 kondygnacja, powierzchnia zabudowy 462 m²)[134]
  - ulica Grochowa 25[135]: budynek mieszkalny (5 kondygnacji)[136]
  - ulica Grochowa 27[137]: budynek mieszkalny (5 kondygnacji)[138]
  - ulica Grochowa 29[139]: budynek mieszkalny (5 kondygnacji)[140]
  - ulica Grochowa 31[141]: budynek mieszkalny (5 kondygnacji)[142]
- strona południowo-zachodnia – numery parzyste:
  - ulica Grochowa 2[143]: budynek mieszkalny (5 kondygnacji)[144]
  - ulica Grochowa 4[145]: budynek mieszkalny (5 kondygnacji)[146]
  - ulica Grochowa 6[147]: budynek mieszkalny (5 kondygnacji)[148]
  - ulica Grochowa 8[149]: budynek handlowo-usługowy (1 kondygnacja, powierzchnia zabudowy 321 m²)[150], PSS Społem[101][151]
  - ulica Grochowa 12[152]: budynek mieszkalny (5 kondygnacji)[153]
  - ulica Grochowa 14[154]: budynek mieszkalny (5 kondygnacji)[155]
  - ulica Grochowa 16[156]: budynek mieszkalny (5 kondygnacji)[157]
  - ulica Grochowa 18[158]: budynek mieszkalny (5 kondygnacji)[159]
  - ulica Grochowa 20[160]: budynek mieszkalny (5 kondygnacji)[161]
  - ulica Grochowa 22[162]: budynek mieszkalny (5 kondygnacji)[163]
  - ulica Grochowa 24[164]: budynek mieszkalny (5 kondygnacji)[165]
  - ulica Grochowa 26[166]: budynek mieszkalny (5 kondygnacji)[167]
  - ulica Grochowa 28[168]: budynek mieszkalny (5 kondygnacji)[169]
  - ulica Grochowa 30[170]: budynek mieszkalny (5 kondygnacji)[171]
  - ulica Grochowa 32[172]: budynek mieszkalny (5 kondygnacji)[173]
  - ulica Grochowa 34[174]: budynek mieszkalny (5 kondygnacji)[175]
  - ulica Grochowa 36-38[176]: budynki oświaty nauki i kultury oraz sportowe (1-2 kondygnacje)[123], Szkoła Podstawowa nr 43[177].

## Zieleń urządzona, rekreacja
Przy ulicy znajdują się następujące tereny zieleni urządzonej i rekreacji:
| Obiekt | Powierzchnia                                                                    | foto |
| --- | ------------------------------------------------------------------------------- | ---- |
| Skwer przy skrzyżowaniu ul. Jantarowej i ul. Kruczej za ulicą Kruczą | 2 301 m² (2 299 m²)                                                             |      |
| Zieleniec / skwer obok Kościoła św. Karola Boromeusza strona południowo-zachodnia | 7 183 m² wraz z powierzchnią zabudowy kościoła 1 594 m²                         |      |
| teren zieleni wzdłuż ulicy Gajowickiej, od ulicy Grochowej do ulicy Kruczej strona południowo-zachodnia | brak danych                                                                     |      |
| teren szkoły (zamknięta), częściowo Ryneczek Jemiołowa | 1,1629 ha (11 628 m²) wraz z powierzchnią zabudowy szkoły 2 039 m²              |      |
| teren zielony we wnętrzu międzyblokowym z ciągiem pieszo-rowerowym "Zieleń międzyblokowa przy ul. Pereca i ul. Grochowej" (wnętrze z zielenią, ważny dziedziniec, ogród) po stronie północno-wschodniej przy łączniku ulicy Żelaznej | 4 411 m² (0,45 ha)                                                              |      |
| teren zielony we wnętrzu międzyblokowym w kwartale ulic: Grochowej, Pereca, Ołowianej i Kłośnej północno-wschodniej | 3 709 m² (3 662 m²) w tym ogólnodostępny teren rekreacyjny co najmniej 1 000 m² |      |
| "Zieleń międzyblokowa przy ul. Oporowskiej" (wnętrze z zielenią, ważny dziedziniec, ogród), za budynkami przy ulicy Grochowej 29-31 po stronie północno-wschodniej                                                                   | brak danych                                                                     |      |
| boisko szkolne przy ulicy Grochowej 36-38 strona południowo-zachodnia | 17 786 m² (17 800 m²) wraz z powierzchnią zabudowy budynków szkoły 4 061 m²     |      |
| ROD "Gajowcie" (obszar standardu zieleni, rodzinny ogród działkowy) za ulicą Stalową rodzinny ogród działkowy: zieleń dominująca, obszar przyrodniczo-wypoczynkowy                                                                   | 111 637 m²                                                                      |      |

Ponadto wzdłuż całej ulicy Grochowej, oraz powiązanych ulicach Kruczej, Gajowickiej i Stalowej przewidziano liniowe formy zieleni w postaci alei, szpaleru czy zieleni przyulicznej. Kolejną formą zieleni są wskazane do ochrony szpalery drzew biegnące po obu stronach ulicy Icchaka Lejba Pereca oraz ulicy Jemiołowej po stronie zachodniej i w pasie rozdzielającym jezdnie tej ulicy, począwszy od ulicy Grochowej w kierunku ulicy Żelaznej i szpaler z ochroną wybranych drzew po stronie południowo-wschodniej ulicy Kłośnej, od ulicy Grochowej do ulicy Ołowianej. Istnieje także strefa zieleni wokół pomnika generała Jakuba Jasińskiego. Ponadto na terenie dawnego liceum nr V przewiduje się, oprócz zabudowy mieszkalno-usługowej, także tereny zieleni, szpalery i ochronę wybranych obecnie rosnących tu drzew.
Także po wojnie w nowym układzie urządzono przy szkole zieleń. W 2013 r. obejmowała położone przy boisku nieregularne szpalery drzew, w tym wzdłuż ogrodzenia, gdzie dominowały nasadzenia powojenne: robinia akacjowa, klon jawor, brzoza brodawkowata, kasztanowiec pospolity, lipa drobnolistna, choć zachowany został także starodrzew: lipa drobnolistna o obwodzie 290 cm, wiąz szypułkowy o obwodzie 290 cm przed budynkiem szkoły, okazały tamaryszek czteropręcikowy na pojedynczym pniu, okazałe topole czarne. Wśród młodszych nasadzeń można wymienić: śliwę wiśniową, jałowiec Pfitzera, żywotnik zachodni.

## Demografia
Ulica przebiega przez kilka rejonów statystycznych, przy czym dane pochodzą z 31.12.2020 r.
| Rejon statystyczny nr | Liczba osób zameldowanych | Gęstość zaludnienia [lud./km²] | Położenie |
| --------------------- | ------------------------- | ------------------------------ | --- |
| 931490                | 908                       | 15 383                         | fragment pierzei północno-wschodnie od ulicy Kruczej                                                                           |
| 931480                | 744                       | 8 779                          | od ulicy Kruczej do ulicy Gajowickiej                                                                                          |
| 930790                | 732                       | 8 908                          | od ulicy Gajowickiej do ulicy Jemiołowej strona północno-wschodnia                                                             |
| 930840                | 869                       | 10 313                         | od ulicy Gajowickiej do ulicy Jemiołowej strona południowo-zachodnia                                                           |
| 930810                | 518                       | 8 246                          | od ulicy Jemiołowej do ulicy Pereca strona północno-wschodnia od ulicy Jemiołowej do ulicy Kwaśnej strona południowo-zachodnia |
| 930830                | 752                       | 20 465                         | od ulicy Kwaśnej do ulicy Pereca strona południowo-zachodnia                                                                   |
| 930800                | 1 383                     | 17 565                         | od ulicy Pereca do ulicy Stalowej obie strony                                                                                  |

## Ochrona i zabytki

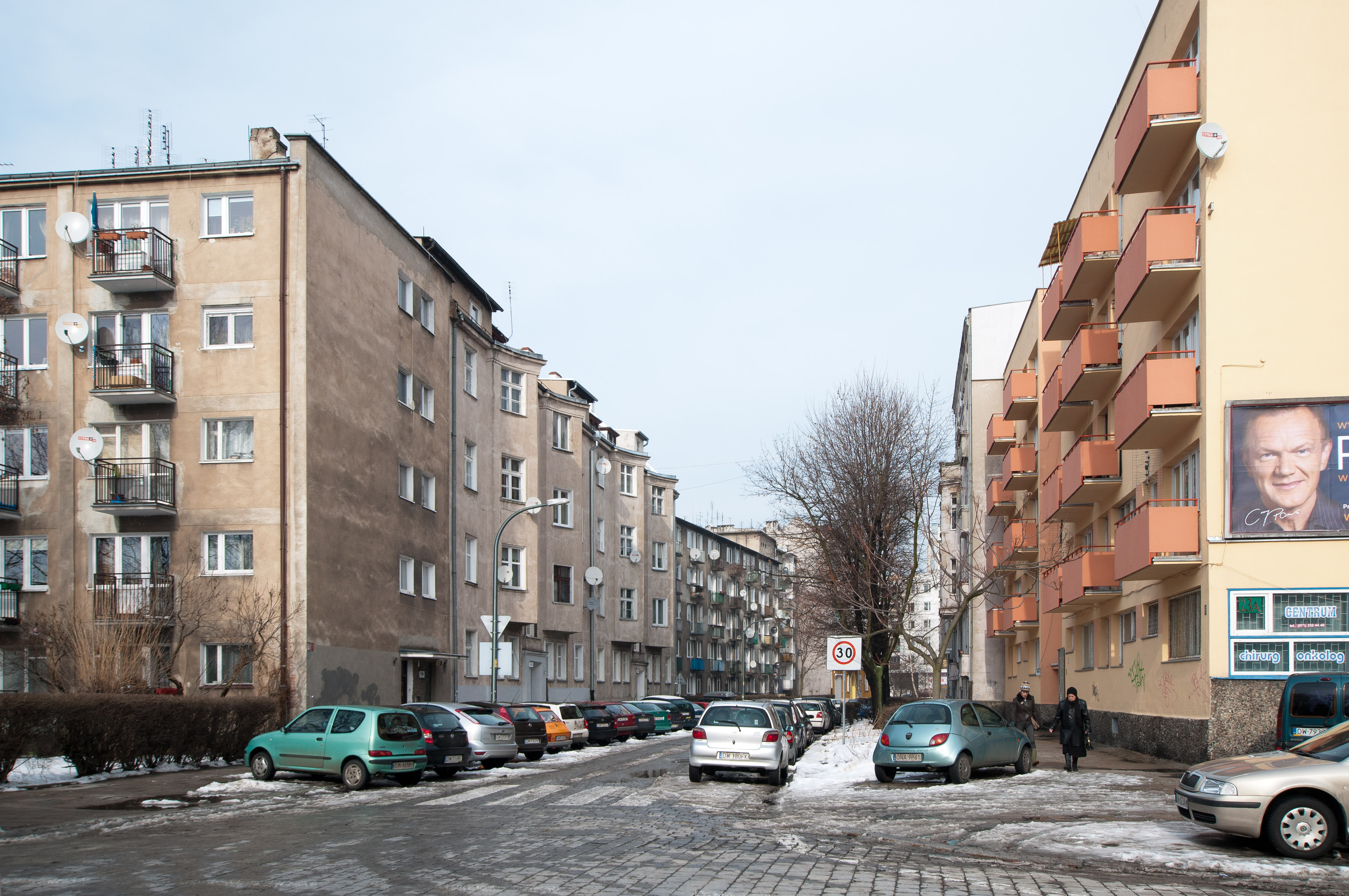
Ul. Kłośna od ul. Grochowej, obszar chroniony

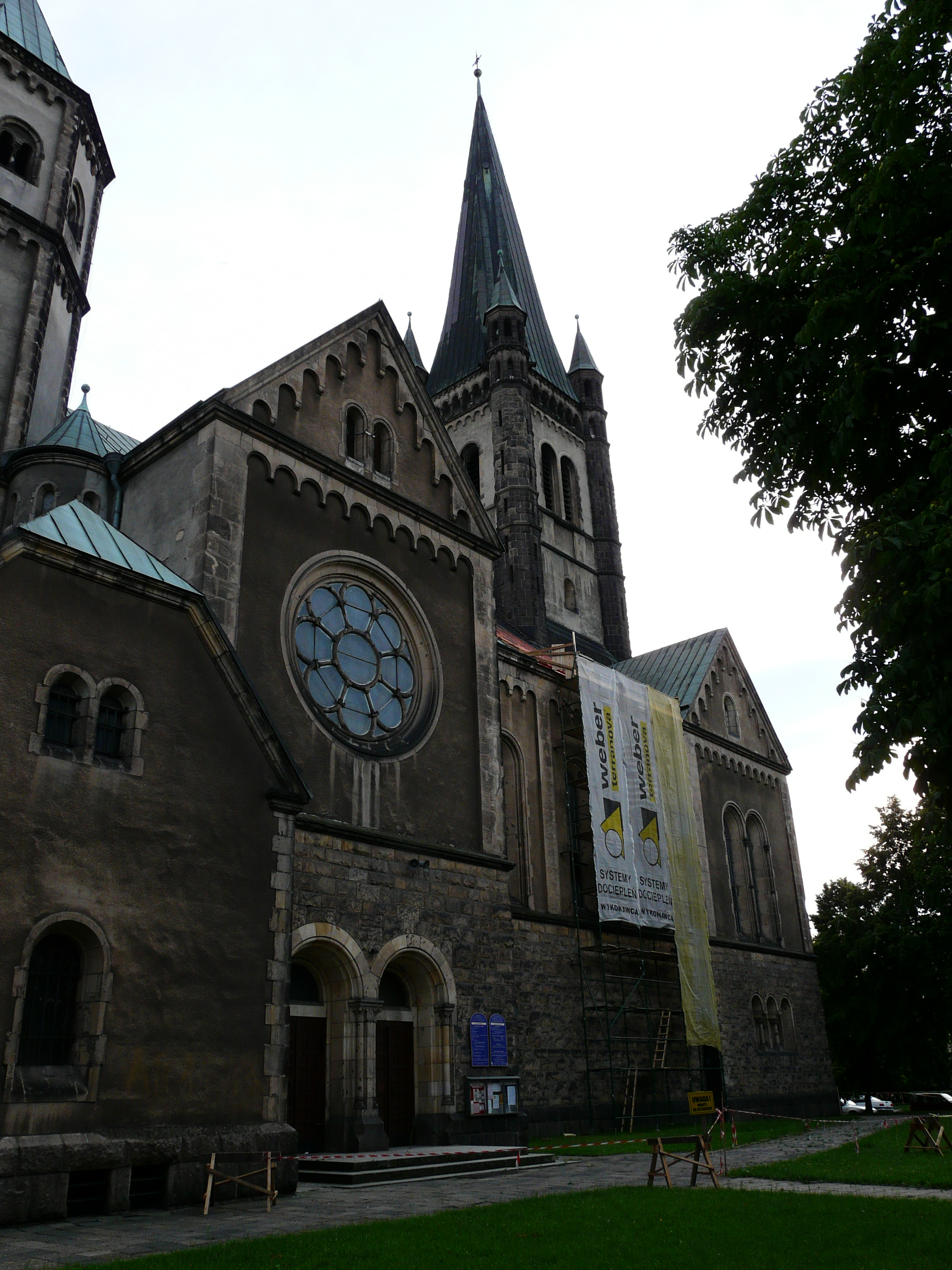
Kościół św. Karola Boromeusza

Po północno-wschodniej stronie ulicy, począwszy od ulicy Icchaka Lejba Pereca, a skończywszy na ulicy Kłośnej (łącznie z zabudową po obu stronach tych ulic), rozpościera się obszar, którego układ urbanistyczny podlega ochronie i jest wpisany do gminnej ewidencji zabytków pod pozycją Gajowice (historyczny układ urbanistyczny dzielnicy w rejonie placu Icchaka Lejba Pereca, ulic Żelaznej, Lwowskiej i Manganowej, wraz z zespołem budowlanym szpitala i zabudową w rejonie ulic Stalowej, Spiżowej i Mosiężnej we Wrocławiu). W szczególności ochronie podlega historyczny układ urbanistyczny (historyczny układ funkcjonalno-przestrzenny), kształtowany sukcesywnie od lat 40. XIX wieku (rejon placu Pereca), w latach 90. XIX wieku (zabudowa po północnej stronie ulicy Grabiszyńskiej) i pod koniec XIX wieku do 1945 r. Ponadto ochroną objęte są następujące elementy: historyczna nawierzchnia ulic oraz historyczna zieleń komponowana.
Jedynym obiektem zabytkowym położonym w pierzejach ulicy Grochowej jest Kościół św. Karola Boromeusza (adres administracyjny: ulica Krucza 58), który stanowi pierzeję południowo-zachodnią na odcinku od ulicy Kruczej do ulicy Gajowickiej. Jest to obiekt z lat 1910–1912, wpisany do rejestru zabytków 4.08.1977 r., nr wpisu 429/351/Wm.
Oprócz powyższych elementów w studium uwarunkowań i kierunków zagospodarowania przestrzennego Wrocławia z 2018 r. do ochrony wskazany został obiekt kultury współczesnej – Szkoła podstawowa nr 43 przy ulicy Grochowej 36-38.

## Baza TERYT
Dane Głównego Urzędu Statystycznego z bazy TERYT, spis ulic (ULIC):
- województwo: DOLNOŚLĄSKIE (02)
- powiat: Wrocław (0264)
- gmina/dzielnica/delegatura: Wrocław (0264011) gmina miejska; Wrocław-Fabryczna (0264029) delegatura
- Miejscowość podstawowa: Wrocław (0986283) miasto; Wrocław-Fabryczna (0986290) delegatura
- kategoria/rodzaj: ulica
- Nazwa ulicy: ul. Grochowa (06133)[214].